# Protoseudyra picta
Protoseudyra picta är en fjärilsart som beskrevs av George Francis Hampson 1894. Protoseudyra picta ingår i släktet Protoseudyra och familjen nattflyn. Inga underarter finns listade i Catalogue of Life.